# ناحية الحميدات
ناحية الحميدات
مضلومية ناحية حميدات
....
مظلومية ناحية حميدات الملغاة التي تمت اضافتها لمدينة الموصل عام ١٩٨٦ و لم تحصل على استحقاقها من التعيينات و الخدمات و المشاريع  علما ان نفوس مجموع القرى يصل إلى ١٢٠ الف نسمة . الملف الأول المهم هو التعيينات كل التعيينات التي جائت لم يت انصاف خريجيين هذه المنطقة لا من نجم الجبوري محافظ نينوى و لا من نواب نينوى الحاليين  وتمت المماطلة في فصلهم و تسويف طلباتهم و الوعود الكاذبة و الى غير ذلك علما انه في الاعوام السابقة وهي من الثوابت التي يذكرها الخريجين و يذكرها الاستاذ عبدالعزيز المجذاب مدير تربية نينوى وكالة و الاستاذ رعد رمضان الجبوري نقيب المعلمين في نينوى كيف استطاع النائب حسن العلو ان يستحصل تعيينات مستقلة لناحية حميدات و لدورتين في ذلك الوقت الدورة الأولى ٥٨ خريج تم تعيينه على ملاك تربية نينوى و الدورة الثانية ٦٥ خريج من الكليات التربوية و الساندة . الكثير من أبناء الناحية لا يعلمون ايضا انه تم إكمال كل الأمور القانونية و الإدارية  المتعلقة بناحية حميدات وان شاءالله سترى النور قريبا كناحية تضم اكثر من ٧٣قرية .
تقع شمال غرب الموصل على نهر دجلة وقد ألغيت سنة 1986، وتتبع لها 73 قرية ويبلغ عدد سكانها 135 الف نسمة ومن أبرز قرئها بادوش، و تتبع قضاء الموصل.